# Paradactylodon persicus
The Persian Brook Salamander hoặc Paradactylodon persicus (tên tiếng Anh: Persian Mountain Salamander) là một loài kỳ giông trong họ Hynobiidae.
Nó được tìm thấy ở Iran và có thể cả Azerbaijan.
Các môi trường sống tự nhiên của chúng là sông, carxtơ nội địa, và hang.
Nó bị đe dọa do mất môi trường sống.

## Hình ảnh

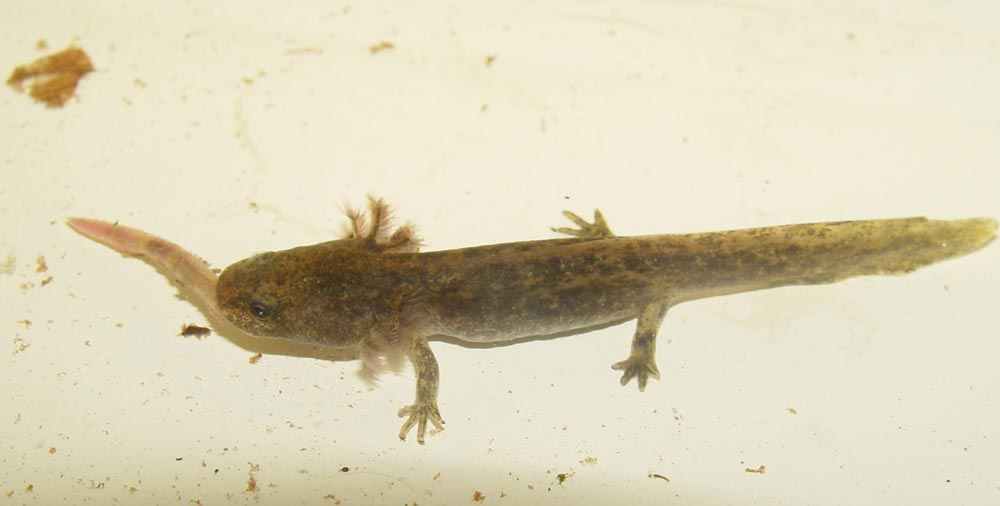